# Interactivos RTVE
La dirección de RTVE Digital, anteriormente denominada Interactivos de la Corporación de Radio y Televisión Española (RTVE) y también conocida como RTVE.es, se ocupa del diseño, lanzamiento y gestión de los productos y servicios digitales de la Corporación y de la estrategia multipantalla de la radiotelevisión pública.
La unidad gestiona y se responsabiliza de todas las webs de las diversas unidades del grupo (Noticias, Televisión, Radio, Infantil, Deportes y A la Carta), de las nacidas como complemento digital de los grandes programas televisivos (Águila Roja, Cuéntame cómo pasó, MasterChef, etc.) y de la extensión de los productos de RTVE al resto de plataformas (móviles, tabletas, consolas y televisiones conectadas).
La estrategia de RTVE.es pasa por llevar TVE y RNE a todas las pantallas y elaborar contenidos en todos los soportes que enriquezcan la experiencia de la radio y la televisión. Desde el año 2013 se integra orgánicamente dentro de Televisión Española con el nombre iTVE.

## Historia
Desde 1996, RTVE tiene presencia visible en la red. En su comienzo se ofrecía apenas información corporativa, pero poco a poco se incluyó además información de la programación de las distintas cadenas de radio y televisión. También se ofrecían contenidos relacionados con los distintos programas de la cadena, así como información de la Orquesta Sinfónica y Coro de RTVE, el Instituto RTVE y la Dirección Comercial, además de las novedades discográficas del sello RTVE. El equipo fundacional del Servicio de Explotación de RTVE lo componían tres personas, trabajadores de plantilla de RTVE que, dependiendo de la Dirección de Comunicación pusieron las bases y el cimiento de la web de RTVE.
A partir de 2004 se da un impulso especial a esta unidad por parte de la directora general Carmen Cafarell, denominándose "Dirección de Internet y Contenidos Multimedia" con algunos hitos en 2005 y 2006 que se explican en el Informe situación multimedia e interactividad de abril de 2017 que se entregó al presidente (Luis Fernández), al Consejo de Adminsitracion y a la Alta Dirección de RTVE.
La renovada RTVE.es se constituye en 2007, recogiendo lo dispuesto en la Ley de la Radio y la Televisión de Titularidad Estatal. En esta Ley, y como parte de la prestación del servicio público de radio y televisión, se establece la incorporación de “servicios conexos e interactivos” en la oferta de RTVE.
De igual forma, el primer mandato marco de la Corporación RTVE —aprobado por las Cortes Generales en diciembre de 2007— recoge esta directriz y habilita a RTVE para desarrollar nuevos servicios orientados a Internet. Una vez creada la nueva unidad, el primer gran proyecto consistió en lanzar una web totalmente remodelada, con información actualizada en todo momento por un equipo de redacción propio y en la que podían volver a ver y escuchar los contenidos más destacados de TVE y RNE.
Hasta el lanzamiento definitivo de esa nueva RTVE.es, en mayo de 2008, la unidad trabajó en distintos proyectos novedosos en el ámbito digital. Entre ellos destacó el lanzamiento de un microsite participativo conjuntamente con YouTube —marzo de 2008— para recabar preguntas en vídeo de los ciudadanos que luego fueron respondidas en directo en La 1 de TVE por los diferentes candidatos a las elecciones generales de aquel año. Asimismo, el proceso de selección del representante español en Eurovisión de ese mismo año se llevó a cabo mediante una web creada conjuntamente con MySpace.

### Lanzamiento nueva RTVE.es
En mayo de 2008 se publicó la nueva RTVE.es. La web se sustentaba en los contenidos distintivos de RTVE: la información continua 24 horas y el entretenimiento, y perseguía subrayar el valor de los contenidos de radio y televisión en el entorno digital.
La sección más novedosa la constituía el servicio “A la Carta” que puso a disposición de los usuarios una gran plataforma de consumo de audio y vídeo bajo demanda durante una semana después de su emisión. A la Carta ha ido creciendo paulatinamente en contenidos hasta convertirse en el mayor contenedor de audio y vídeo profesional en Internet en español, con más de 300.000 piezas disponibles.
Otro servicio novedoso en el momento del lanzamiento fue el “Telediario en 4 minutos” una fórmula de empaquetado de la información especialmente diseñada para su consumo en línea. La web incorporaba además una sección de blogs (que actualmente representan más de un centenar) y fue paulatinamente integrando las posibilidades de participación vía las principales redes sociales.

### Principales hitos

#### Juegos Olímpicos de Pekín 2008
El primer gran hito tras el lanzamiento de RTVE.es fue la retransmisión, por primera vez en la historia, de unos Juegos Olímpicos a través de Internet. La emisión de los Juegos Olímpicos de Pekín en el verano de 2008 supuso la ruptura de una gran barrera en el ámbito de internet, vetada hasta entonces a la retransmisión en abierto y de forma gratuita de los eventos deportivos.

#### Juegos Olímpicos de Londres 2012
La cobertura de los Juegos Olímpicos de Londres en 2012 constituye otro gran hito en la trayectoria de RTVE Digital al convertirse en los primeros JJ.OO. multimedia, multipantalla y sociales de la historia.
En los años inmediatamente posteriores a los de su fundación, la unidad había afrontado con éxito la emisión en línea de grandes eventos deportivos (Juegos Olímpicos de Pekín, Champions League, Vuelta a España, Tour de Francia). En el verano de 2012, el contexto de mayor conectividad con el auge de los dispositivos móviles, las tabletas y los televisores conectables, supuso un nuevo reto en cuanto a la capacidad de distribución de contenidos audiovisuales.
El proyecto supuso todo un éxito en cuanto a seguimiento y aceptación. La retransmisión multicanal (hasta 19 señales en simultáneo extras de las emitidas por televisión con datos específicos), fue la base con la que luego se han ido construyendo proyectos similares como el +24, o las retransmisiones multicámara de eventos específicos: San Fermines, Premios Goya, la final de la Copa del Rey, etc. 

#### Proyecto Filmoteca/NODO
Este proyecto, desarrollado conjuntamente por RTVE.es con la Filmoteca Nacional, es una muestra del cariz distintivo de los proyectos nacidos bajo la óptica del servicio público con un carácter cultural. En diciembre de 2012 es publicada la web del NODO para poner a disposición de los ciudadanos parte de los fondos audiovisuales de la Filmoteca Nacional con un catálogo inicial compuesto por más de 4000 vídeos, con una duración total de 700 horas. También en este proyecto, la dimensión multipantalla se concretó en una web accesible a través de navegadores, móviles, tabletas y consolas de videojuegos.

### Lab RTVE: Laboratorio de Innovación Audiovisual

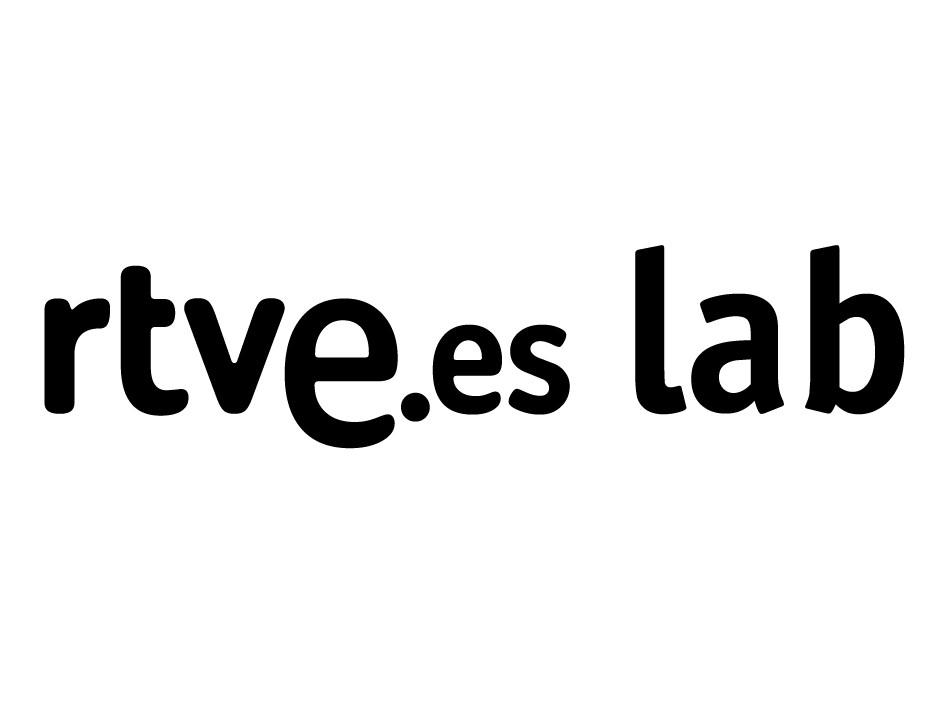
Logo del laboratorio de innovación audiovisual de RTVE.es

### Televisión Híbrida y RTVE.es Botón Rojo y televisiones conectadas

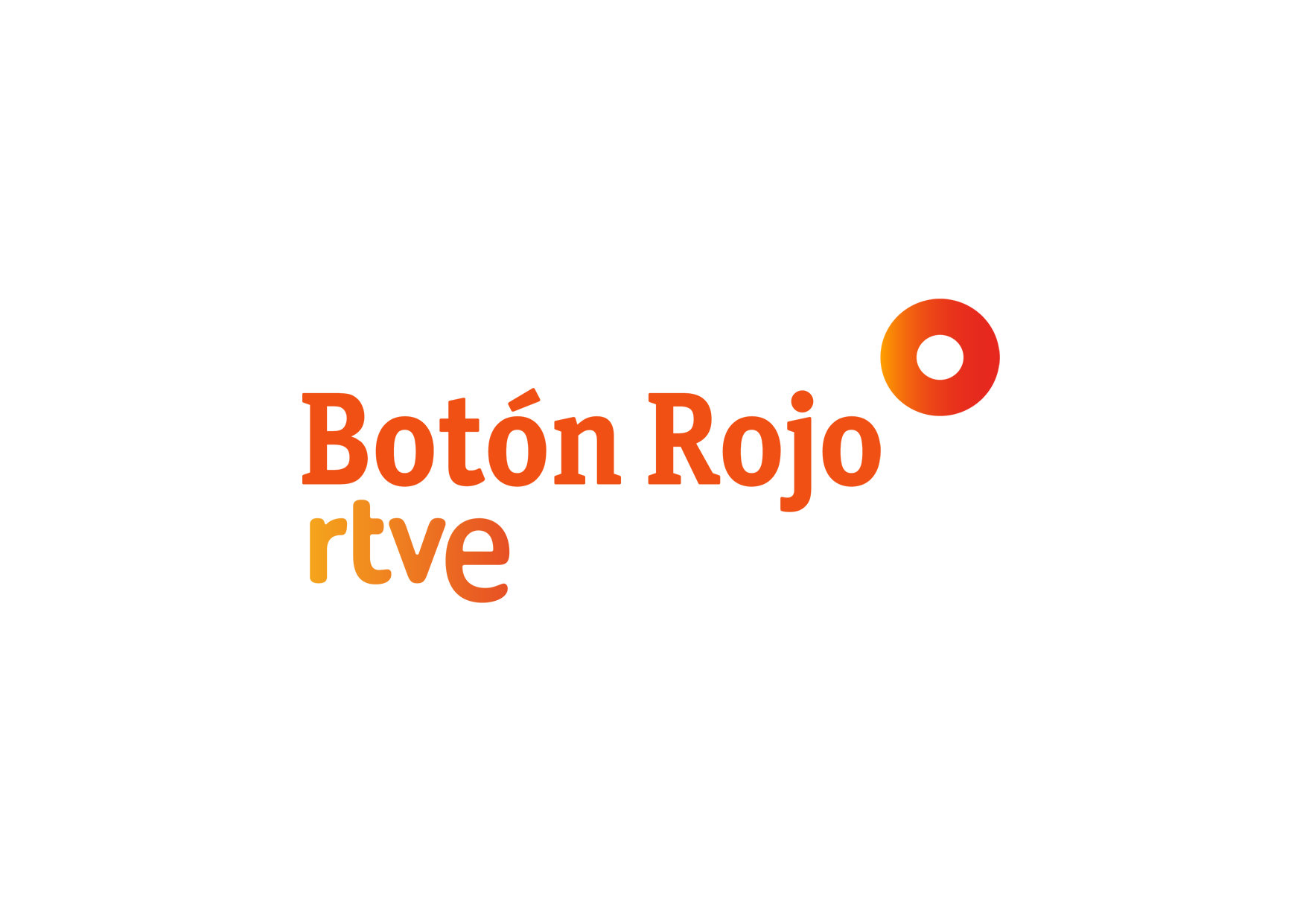
Logo de Botón Rojo de RTVE.es